# Werner Hirth
Werner Hirth (* 12. August 1950) ist ein deutscher Kommunalpolitiker (CDU).

## Leben
Hirth studierte ab 1969 zunächst Theologie an der Albert-Ludwigs-Universität Freiburg. 1971 nahm er ein Studium der Rechtswissenschaft auf. 1978 wurde er stellvertretender Leiter des Rechts- und Bauordnungsamts der Stadt Baden-Baden. Daraufhin war er zwischenzeitlich Richter am Verwaltungsgericht Stuttgart. 1981 kehrte er als Leiter des Rechts- und Bauordnungsamts nach Baden-Baden zurück. 2000 wurde er Geschäftsführer der Gesellschaft für Stadterneuerung und Stadtentwicklung Baden-Baden. 2008 wurde er als Nachfolger von Klaus Michael Rückert zum Baubürgermeister, Ersten Bürgermeister und Stellvertreter des Oberbürgermeisters von Baden-Baden gewählt. Er amtierte bis zu seinem Eintritt in den Ruhestand 2016; ihm folgte Alexander Uhlig nach.